# V-Zug
 (mars 2024).
V-Zug SA est une entreprise suisse d'électroménager haut de gamme pour la cuisine et la buanderie qui emploie environ 1 300 personnes. Elle fait partie du groupe Metall Zug SA, coté en bourse (METN).

## Histoire
- 1913 : fondation de la  "Verzinkerei Zug AG" (Zinguerie de Zug SA)
- 1920 : production de la première machine à laver et machine à essorer le linge, fonctionnant à la main.
- 1976 : la fusion de Metallwarenfabrik Zug avec la Verzinkerei Zug AG sonne la production complète d'assortiment pour cuisine et buanderie
- 1981 : changement de nom en V-Zug AG.
- 1988 : 75 ans de V-Zug AG. Inauguration du nouveau centre d'exposition ZUGORAMA à Zoug, le plus moderne du moment. Acquisition de la société Belimed AG.
- 2005 : obtention du prix Design Award 2005 de l'iF product design award Deutschland ainsi que le Good Design Awards du Chicago Athenaeum Museum of Architecture and Design.
- 2006 : désignation de V-Zug AG à la Swiss-EFFIE-Night 06 pour la campagne publicitaire "Maintenant je joue en double avec Zug" (avec Martina Hingis), comme campagne la plus efficace.
- 2008 : obtention du premier prix du « Home 2008 Awards » de l'American Building Product
- 2009 : obtention du prix « Most Trusted Brand » dans la catégorie « environnement », étude du Readers's Digest.
- 2010 : inauguration du nouveau centre logistique.
- 2012 : obtention du prix « Export Award » catégorie « success » de l'Osec (Office Suisse d'Expansion Commerciale)
- 2013 : obtention du prix « Interior Award 2013 » catégorie « Innovation » au salon de Cologne (IMM 2013) par le Rat für Formgebung
- Mars 2014 V-ZUG et son lave-linge Adora SLQ WP gagne l'IF Gold Award à Munich; prix renommé dans le domaine du design.
- Juin 2014 : V-ZUG reçoit le +X Awards prix de l'innovation dans la catégorie Gros appareils électroménagers, avec son lave-vaisselle ADORA SL (page du prix de l'innovation[3])

## Philosophie
La société se veut être à la pointe et se targue d'être numéro un dans son domaine en Suisse, avec plus de 3 millions d'appareils en fonction (pour rappel, la Suisse comporte 8.8 Mio d'habitants).
Tout est toujours fait à tous les niveaux afin de rester numéro un, devant les concurrents internationaux que sont par exemple Miele, Electrolux ou Bauknecht.
Un grand effort (financier et humain) est mis en œuvre afin de mettre au point des nouveautés mondiales régulièrement (voir paragraphe technologies) et c'est ainsi que plus d'une centaine de personnes composent la section de recherche et développement et plus d'une vingtaine de brevets sont déposés chaque année (Innovation, compétitivité, leaderschip, fiabilité, sens des responsabilités, et confiance sont les termes repris de la "Charte V-Zug SA" (disponible sur le site internet de l'entreprise)

## Domaines d'activité
- Appareils de buanderie

V-Zug produit des lave-linge et sèche-linge pour les particuliers ainsi que pour les buanderies collectives d'immeubles. Pour les buanderies de particuliers, deux gammes sont proposées: la gamme Adora, très haut de gamme, de fabrication Suisse et la gamme Adorina, plus accessible. Les appareils pour buanderies collectives sont des Unimatic, réputés pour leur robustesse.
- Appareils de cuisine

V-Zug produit tous les appareils encastrables que l'on peut trouver dans une cuisine.
Les fours et cuisinières encastrables, plans de cuisson vitrocéramiques ou induction, réfrigérateurs, hottes aspirantes, lave-vaisselle, tepan yaki, wok induction, machine à café sont tous fabriqués dans un esprit de fiabilité et de design moderne.
Les fours vapeur et combinés vapeur sont les fers de lance de la société et sont considérés par certains comme étant les meilleurs de leur catégorie, tel le célèbre cuisinier suisse Philippe Rochat ou son confrère suisse alémanique Andreas Caminada, qui utilisent ces appareils au quotidien dans leur restaurant et qui sont les figures emblématiques de la politique de communication de la société (voir paragraphe Publicité).

## Technologies
V-Zug s'est toujours démarquée par des idées novatrices, que la société regroupe sous le terme de "Nouveautés mondiales":
- 1999: Capteur de calcaire dans le lave-vaisselle

Il compense automatiquement les variations de la dureté de l'eau, très utile dans certaines villes de Suisse, où l'eau n'a pas une dureté constante.
- 2001: Programme Fondue/raclette

Un programme de lave-vaisselle typiquement suisse, qui nettoie le caquelon à fondue.
- 2004: Défroissage vapeur

À savoir le défroissage du linge directement dans le lave-linge, en fin de programme, rendant le repassage superflu.
- 2004: Programme anti-acariens

À savoir un programme de lave-linge adapté aux allergiques, réduisant à zéro le nombre d'acariens résistants au lavage.
- 2004: Dialog System

À savoir un programme de communication du type de tissu partant du lave-linge au sèche-linge.
- 2005: ZugHome

L'intégration des appareils ménagers dans la domotique.
- 2007 : GourmetVapeur

À savoir des aliments cuits en combinaison avec la vapeur et l'air chaud, pour des résultats de cuisson améliorés et moins de pertes en vitamines dans les légumes.
- 2007 : Hotte aspirante MinairConfo

Première hotte intégrée dans un système d'aération à double flux d'une maison. Prix de l'innovation du magazine Häuser Modernisieren
- 2008 : Sèche-linge à pompe à chaleur rapide

Premier sèche-linge à pompe à chaleur avec durée de séchage inférieure à 120 minutes (90 min)
- 2008 : WetClean

Programme le plus délicat qui soit, dans lequel le linge ne tourne pas dans le tambour, mais est douché par de l'eau savonneuse.
- 2008 : VAS (Vibration Absorbing System)

Système d'absorption des vibrations, le VAS équilibre le tambour à l'essorage, ce qui fait que le tambour ne vibre pas. Il en découle que le tambour est fixe et peut être de ce fait agrandi. Les lave-linge Zug équipés du VAS ont une capacité de 8 kg pour un carcasse extérieure standard de 60x60x85 cm. 
- 2009 : CuissonMatic

Programme de cuisson totalement automatique piloté par le Climate Control System. Le four gère la cuisson sans indiction de température, poids ou durée, juste par des « capteurs de climat » (testé et approuvé par la Zürcher Hochschule für Angewandte Wissenschaten)
- Electronic Steam System

Générateur de vapeur externe dans le four vapeur et combiné-vapeur. La vapeur est produite en dehors de la zone de cuisson, pour un meilleur contrôle de la température et aucun problème de tartre.
- Cuisson douce automatique

La cuisson lente à basse température entièrement pilotée par le four. Il suffit de décider à quelle heure la viande doit être prête.

## Marchés
V-Zug est avant tout un acteur du marché suisse, dans lequel elle se considère comme le numéro un en terme du nombre d'appareils en fonction.
La qualité et le savoir-faire de la société lui vaut d'avoir certains appareils « intégrés » à l'assortiment de certaines marques étrangères. Ainsi, le four combiné vapeur Combi-Steam est vendu aux États-Unis dans un habillage de la marque Wolf et en Europe dans l'assortiment haut de gamme Kuppersbuch. Il en est de même pour la machine à café intégrée.
La qualité suisse ainsi que le label « Made in Switzerland » intéressant de plus en plus les marchés extérieurs, V-Zug a commencé en 2007 à exporter ses appareils sous son propre nom. Elle dispose en 2010 d'un réseau de distribution en Belgique, un grossiste en France (JLM Diffusion), Allemagne, Hong Kong, Irlande, Israël, Luxembourg, Pays-Bas, Russie, Royaume-Uni et Australie, où la première exposition hors des frontières suisses a été inaugurée en 2009.

## Publicité
En 2005, V-Zug crée la surprise en publiant en force des spots publicitaires mettant en scène Martina Hingis, la plus célèbre joueuse de tennis suisse, alors retirée des courts depuis quelques années. La collaboration est habile, car quelques mois après le début de la campagne publicitaire, la joueuse reprend la compétition. Ainsi, durant toute la collaboration (qui dure jusqu'au scandale des soupçons de dopage de la championne fin 2007) V-Zug est associé au nom de Martina Hingis et vice versa.
La campagne est un énorme succès et un coup de maître marketing, qui vaut à la société d'être au tout premier plan sur le plan médiatique, obtenant même le prix de la campagne publicitaire la plus efficace en 2006 (voir le paragraphe Histoire)
Depuis 2009, V-Zug s'est également offert les services d'Andreas Caminada, grand cuisinier suisse-alemanique ayant raflé en 2010 la première position du classement dans la catégorie "Highest new entry" (top 30 en 2010, 2011 et 2012) des meilleurs restaurant du monde. Classement établi par « The World’s 50 Best Restaurants Academy »(theworlds50best), un groupe de plus de 800 leaders internationaux de l’industrie de la restauration.
De 2010 à 2015, V-Zug s'est associé les services du chef étoilé Philippe Rochat comme ambassadeur de qualité. Le slogan "Une nouvelle étoile pour ma cuisine" prend tout son sens quand on sait que le cuisinier possédait plusieurs appareils V-Zug dans son restaurant à Crissier et qu'à titre privé il utilisait depuis longtemps des appareils de la marque.
Un autre slogan dit quant à lui : « Haute cuisine, haute qualité ».

## Chiffres clef
La grande majorité des 1 300 employés (env. 900) travaillent au siège social à Zoug, en Suisse centrale. Le reste des employés est réparti sur le territoire Suisse, dans 23 centres techniques et 8 centres de conseils ou expositions. (en 2010).
Chiffre d'affaires en CHF
- 2000 : 304,6 Mio
- 2001 : 301,6 Mio (-0,1 %)
- 2002 : 315,1 Mio (+4,4 %)
- 2003 : 317,2 Mio (+0,7 %)
- 2004 : 339,2 Mio (+6,9 %)
- 2005 : 364,0 Mio (+7,3 %)
- 2006 : 396,8 Mio (+9,0 %)
- 2007 : 422,5 Mio (+6,5 %)
- 2008 : 423,0 Mio (+0,1 %)
- 2009 : 441,6 Mio (+4,4 %)
- 2010 : 480,9 Mio (+8,9 %)